# High-bandwidth Digital Content Protection
HDCP, ofwel High-bandwidth Digital Content Protection is een specificatie, ontwikkeld door Intel, voor de bescherming van digitale audio- en videoinhoud die verstuurd wordt over DVI-, DisplayPort- of HDMI-verbindingen.
Het is een vorm van digitaal rechtenbeheer (DRM). Door de verbinding tussen ontvanger en afspeelapparaat te versleutelen hoopt men het illegaal kopiëren tegen te gaan. De data worden uitsluitend doorgegeven aan randapparatuur die daartoe gerechtigd is. Om dat te bereiken heeft ieder apparaat dat HDCP ondersteunt een uniek intern nummer.

## Uniek intern nummer
HDCP maakt gebruik van een blacklist (zwarte lijst). Elke HDCP-chip heeft een uniek identificatienummer (ID). Wanneer achterhaald wordt dat een van deze chips gebruikt wordt voor illegale weergave van digitale videobestanden, verschijnt haar ID-nummer op de blacklist. Deze blacklist wordt "up to date" gehouden en toegevoegd aan nieuw HDCP-materiaal. Via de films zelf, een update van het besturingssysteem of gewoon via andere HDCP-chips wordt de lijst verspreid. Het is daardoor bijvoorbeeld onmogelijk om via een blacklisted chip een film af te spelen die deze blacklist bevat. Blacklisted HDCP-apparaten kunnen zo eigenlijk onbruikbaar worden gemaakt.

### Publicatie van mastersleutel
Op 14 september 2010 heeft de Engelstalige weblog Engadget een artikel gepubliceerd waarin de waarschijnlijke publicatie van de mastersleutel aangekondigd wordt. Bovendien verscheen op internet verschillende keren de gelekte lijst, onder andere op The Pirate Bay. Door deze lijst wordt de effectiviteit van HDCP nagenoeg nihil, doordat daarmee onbeperkt nieuwe ID-nummers gemaakt kunnen worden. Het is nooit duidelijk geworden wie de gegevens gelekt heeft en hoe deze sleutel gevonden is.
Intel heeft op 16 september 2010 in een artikel aan CNet bevestigd dat de gelekte sleutel wel degelijk de originele masterkey is.

## Gebruik
Verwacht wordt dat hd-dvd- en blu-ray-spelers enkel hun maximale beeldkwaliteit zullen doorgeven als gebruikgemaakt wordt van HDCP. Als een dergelijke speler aan een televisietoestel wordt aangesloten zonder HDCP-ondersteuning, zal de speler het beeld in een lagere resolutie of helemaal niet tonen. Toestellen met HDCP komen langzaam op de markt. Om het HD ready-logo, van EICTA, te mogen dragen moet een televisietoestel HDCP ondersteunen.
Verschillende interfaces die HDCP ondersteunen zijn:
- HDMI (High-Definition Multi-media Interface)
- GVIF (Gigabit Video Interface)
- in sommige gevallen ook DVI (Digital Visual Interface)
- in sommige gevallen ook DisplayPort
  - meer bepaald DVI-D HDCP
- MHL (Mobile High-Definition Link)
- Miracast[3]
- UDI (Unified Display Interface)[3]